# Палітра друку
Палітра друку — українське видавництво, також однойменний журнал — перше в незалежній Україні науково-практичне галузеве видання для поліграфістів та видавців.

## Історія
Журнал заснував у 1994 Андрій Судин, на той час старший викладач УАД спільно з О. Яриш і В. Єфремчук, на час заснування — студенти УАД під егідою Української академії друкарства за підтримки її тодішнього ректора Степана Гунька.
Періодичність: 1 раз на два місяці (шість випусків на рік). Обсяг 80 стор. Тираж 3 тис. прим.
Тривалий час редакція розміщувалася в головному корпусі Української академії друкарства за адресою: 79020, м. Львів, вул. Під Голоском, 19, надалі орендувала приміщення в інших місцях м. Львова, мала філію в м. Києві.
У видавництві вийшло кілька книжок, зокрема «Українсько-російський та російсько-український словник-довідник з видавничої справи», ілюстроване видання про графіка Миколу Бутовича за авторства О. К. Федорука (за підтримки видавництва М. Коця), монографія «Логіка» (І. З. Дуцяк) та ін.
Видавництво і журнал проіснували на умовах самофінансування дванадцять років. Закриті через кризовий стан галузевої журналістики. Останні видання вийшли у травні 2006.

## Журнал
У публікаціях охоплене широке коло проблем поліграфії, поліграфічного машинобудування, книговидання, книготоргівлі. Містило статті інформаційного, консультативного, аналітичного, науково-практичного змісту.
Рубрики: Політика галузі, Новини, Цифрові технології, Друкарські технології, Після-друкарські технології; Спитаймо у майстра тощо.
У журналі вперше було піднято проблеми повернення до України численних книжкових пам'яток, втрачених у часи СРСР.
Завдяки публікаціям журналу було відновлено наукові дискусії щодо першодрукарством в Україні, поставлено чимало гострих питань щодо історії і сучасного української поліграфії і видавничої галузі.
На публікаціях журналу виросло ціле покоління технологів, дизайнерів, фахівців додрукарських процесів.

## Ключові особи
Незмінний головний редактор журналу — Андрій Судин.